# Guido Cantelli
Guido Cantelli (Novara, 1920. április 27. – Párizs, 1956. november 24.) olasz karmester. 

## Élete és munkássága
Cantelli 1920. április 27-én született Novarában (Piemont, Olaszország). Novarában prominens mestereknél tanult, 1943-ban végzett a milánói konzervatóriumban.
Cantelli nagyon fiatalon, 1940-ben kezdte karnagyi pályafutását. 1945-re már Európa és Amerika legnagyobb színházaiban dirigált. Arturo Toscanini továbbra is lenyűgözte, miután megfigyelte magatartását a La Scalában, és kihirdette természetes utódjának. Cantelli hírneve nőtt, és az ötvenes évekre ő vezényelte a világ legfrissebb zenekarait. 1956-ban a La Scala igazgatója lett. Csak egy héttel később történt tragédia. Cantelli egy repülőgép-balesetben halt meg a franciaországi Párizsban, feleségét és újszülött gyermekét elhagyva. Toscaninit, aki egészségi állapota nem volt megfelelő és csak néhány hónappal később halt meg, nem értesítették védence haláláról.